# Sägmühle (Meinheim)
Sägmühle ist ein Gemeindeteil der Gemeinde Meinheim im Landkreis Weißenburg-Gunzenhausen (Mittelfranken, Bayern). Sägmühle liegt in der Gemarkung Meinheim.

## Lage
Die Einöde Sägmühle liegt umgeben von Wiesen und Feldern am Rande eines Waldes nahe dem Dürrenberg im Hahnenkamm südwestlich von Meinheim und östlich von Wolfsbronn. Der Ort liegt mit seinem ehemaligen Mühlengelände am Wolfsbronner Mühlbach, einem Nebenfluss des Meinheimer Mühlbachs. Eine Straße verbindet den Ort mit Wolfsbronn und der Kreisstraße WUG 34. Der Ort liegt in einem Landschaftsschutzgebiet und nahe einem Fauna-Flora-Habitat.

## Geschichte
Im Jahre 1846 waren in Sägmühle ein Haus, eine Familie und sieben Seelen verzeichnet. 1871 lebten die acht Einwohner Sägmühles in drei Gebäuden. Sie besaßen 1873 insgesamt zwei Stück Rindvieh. Vor der Gemeindegebietsreform in Bayern in den 1970er Jahren war Sägmühle ein Gemeindeteil von Wolfsbronn.